# 杨椿 (北魏)
楊椿（455年—531年7月28日），本字仲考，北魏孝文帝賜字延壽，北魏政治人物、軍人。
楊懿的次子，楊播之弟。弟楊順為冀州刺史，從子楊侃為北中郎將。
楊椿足智多謀，平定陳瞻起義，官至太保。
永安二年（529年）八月，致仕歸鄉。有〈誡子孫書〉：“我家入魏之始，即為上客，給田宅，賜奴婢、馬牛羊，遂成富室”。
普泰元年六月廿九日（531年7月28日），杨椿在华阴县被尔朱天光杀死，虚岁七十八，太昌元年，朝廷赠予杨椿使持节、大丞相、太师、都督冀定殷相四州诸军事、冀州刺史，太昌元年十一月十九日（532年12月31日）归葬华阴家族旧墓。

## 家庭

### 父母
- 杨懿，北魏安南将军、洛州刺史、弘农简公
- 乐浪王氏，幽州刺史、汝南莊公王融之女，封新昌郡君

### 兄弟姐妹
- 杨播，北魏使持节、都督定州诸军事、安北将军、定州刺史、华阴莊伯
- 杨颖，北魏华州别驾
- 杨顺，北魏骠骑将军、左光禄大夫、天柱府长史、三门县伯
- 杨津，北魏使持节、都督并肆燕恒云朔尉汾显九州诸军事、骠骑大将军、并州刺史、北道大行台尚书令
- 杨舒，北魏伏波将军、参太尉高阳王府事
- 杨阿难，追赠中散
- 杨𬀩，北魏安南将军、武卫将军、南北二华州大中正
- 杨氏，司空府参军事元馗之母

### 夫人
- 清河崔氏，永平四年十一月十七日（511年12月22日）葬于弘农华阴杨家旧墓[2]
- 河南元氏，司徒公元开之女

### 子女
- 杨昱，北魏车骑将军、兼任尚书右仆射、东南道大行台
- 杨仲彦，北魏镇远将军、司空掾[3]